# George Evans (Comiczeichner)
George Evans (* 5. Februar 1920 in Harwood, Pennsylvania; † 22. Juni 2001) war ein US-amerikanischer Illustrator und Comiczeichner, der vor allem durch seine Fliegercomics bekannt wurde.
Schon bevor Evans ein Kunststudium begann, hatte er erste Zeichnungen in Pulp-Magazinen veröffentlicht. Während des Zweiten Weltkriegs war er drei Jahre lang bei der United States Air Force. Danach startete er seine Karriere als Comiczeichner. Bis 1949 arbeitete er beim Comicverlag Fiction House, unter anderem an dem Fliegercomic Air Heroes. Bis in die 1950er Jahre war Evans auch für den Comicverlag Fawcett tätig, wo er beispielsweise an Captain Marvel mitwirkte und eine Comic-Version des Films Der jüngste Tag (Originaltitel: When Worlds Collide, 1951) verantwortete, die 1952 als #110 in der Fawcett-Reihe Motion Picture Comics erschien. In dieser Zeit belegte er auch Kurse bei der Art Students League of New York. Von Fawcett wechselte er zu EC Comics, wo er nicht nur an Two Fisted Tales und Frontline Combat mitarbeitete, sondern auch an Horror- und Science-Fiction-Comics wie beispielsweise Tales from the Crypt. Nach dem Zusammenbruch von EC Comics im Jahr 1956 zeichnete er diverse Comics auf der Basis literarischer Vorlagen.
Von 1960 bis 1973 assistierte Evans George Wunder bei Terry and the Pirates. In dieser Zeit begann auch die Zusammenarbeit mit DC Comics, für die er an Blackhawk mitarbeitete. Darüber hinaus zeichnete er in dieser Zeit Horrorcomics. In den 1980er und 1990er Jahren zeichnete Evans für diverse Comicverlage, war aber auch in der Werbung tätig.